# 結城浜の戦い
結城浜の戦い（ゆうきはまのたたかい）は、治承4年9月4日（1180年9月24日）に下総国であったとされる合戦であるが、『源平闘諍録』にある説話である。千葉常胤一族と千田荘の領家藤原親正（政）の間の合戦で、千葉・千田合戦とも呼ばれる。

## 背景
千葉氏の祖千葉常重は、平常晴から相馬郡を譲られて相馬郡司となり、大治5年（1130年）6月11日、伊勢神宮に寄進し相馬御厨が成立する。しかし、保延2年（1136年）には、官物未進を理由に下総守藤原親通に召し上げられ、更に康治2年（1143年）には源義朝の介入があり、永暦2年（1161年)には、藤原親通の子親盛から入手した新券を理由に佐竹義宗に奪い取られるなど、従来からの下総在地豪族だった千葉氏と、為光流藤原氏や佐竹氏との相馬御厨や橘荘などの荘園を巡る軋轢が生れていた。
そして、親盛の子の親政は、千田荘の領家として下総匝瑳郡に進出し両総常陸の武士団を率いていた。親政は、千田荘の本家である皇嘉門院の判官代でもあり、本家は勿論領家も中央に在るのが通例にも拘らず、皇嘉門院とそれに連なる摂関家の威光を背景にした下総進出であった。また、親政は時の平氏政権を築いた伊勢平氏とは、忠盛の婿でありかつ資盛の伯父という二重の姻戚関係にあった。このため、下総における千葉氏の立場は、治承の頃には危機的な状況に追い込まれていた。石橋山の戦いに敗れ安房国に逃れた源頼朝に加担したのは、こうした状況を打破するための千葉常胤の起死回生の賭けだったともされる。

## 経過
治承4年（1180年）に始まる治承・寿永の乱の中で、以仁王の挙兵に続き、源頼朝は同年8月23日に伊豆国で挙兵した。緒戦の石橋山の戦いにおいて敗北を喫した頼朝は、真鶴から海路安房国に逃れ、上総国から下総国に向う。そして下総国で千葉常胤の孫成胤が、平家の総帥清盛の姉婿藤原親政を打ち破るという快挙を成し遂げ、坂東の武士団がこぞって頼朝の軍に合流、関東における頼朝の軍事力は平家方の勢力を大きく上回り、一転して武蔵国から鎌倉を目指した。
この間の顛末について『吾妻鏡』は、頼朝や諸豪族の動向を逐一日毎に記述し、親政との合戦前日の治承4年9月13日条で、上総広常の遅参と、千葉常胤一族の頼朝軍への参陣およびそれに先立つ下総目代の殺害に付いて触れ、
「安房国を出て、上総国に赴かしめ給う。所從の精兵三百餘騎に及ぶ。而るに廣常、軍士等を聚めるの間、猶遅参すと。今日、千葉介常胤子息親類を相具し、源家に參らんと欲す。爰に東六郎大夫胤頼父に談りて云く、當國目代は平家の方人なり。吾等一族悉く境を出て源家に參らば、定めて凶害を插むべし。先ずこれを誅すべきかと。常胤、早く行き向い追討可し之旨、下知を加う。仍て胤頼并びに甥の小太郎成胤、郎從等を相具し彼の所に競い襲う。目代は元自り有勢の者なり。數十許りの輩をして防戰せしむ。時に北風頻りに扇ぐの間、成胤僕從等を舘の後に廻らせて放火せしむ。家屋燒亡し、目代は火難を逃れんが爲已に防戰を忘る。此の間、胤頼其の首を獲たり。」
とし、合戦の当日の治承4年9月14日条は、
「下総国千田庄領家判官代親政は、刑部卿忠盛朝臣の聟なり。平相国禪閤に其の志を通ずるの間、目代誅せらるの由を聞き、軍兵を率い常胤を襲わんと欲す。之に依って、常胤孫子小太郎成胤相戰う。遂に親政を生虜り訖んぬ。」
と記すのみで、戦場がどこかの指摘はなく、その後、千葉常胤一族と頼朝は9月17日下総国府で初めて対面し、その際成胤が生虜にした藤原親政が囚人として引き出されている。
ところが、『平家物語』の異本である『源平闘諍録』第5巻 1,2,3段には、これとは全く矛盾する説話が収録されている。頼朝は治承4年9月4日に安房国を発ち、結城浜で藤原親正（政）を破って、翌9月5日下総国府に入り、その後9月12日に武蔵国に向った、とするものである。以下『源平闘諍録』にある「結城浜の戦い」ついて記す。

## 結城浜の戦い
第五巻一段
- 兵衛佐、坂東の勢を催す事

治承4年9月4日、右兵衛佐頼朝は白旗を差して五千余騎の兵を率い上総から下総に向かい、千葉常胤及び上総広常の軍勢がこれを迎える。ここで、上総・下総の大部隊を率いた広常が先陣を望むが、常胤がこれを阻止し子や孫などの三百騎を率いて先陣をつとめた。
ここに、上総広常の率いる武士団は、臼井四郎成常・五郎久常、相馬九郎常清、天羽庄司秀常、金田小太郎康常、小権守常顕、匝瑳次郎助常、長南太郎重常、印東別当胤常・四郎師常、伊北庄司常仲・次郎常明・太夫太郎常信・小太夫時常、佐是四郎禅師等を始めとする一千余騎とされる。また、常胤に従ったのは、新介胤将、次男師常、以下田辺田四郎胤信・国分五郎胤通・六郎胤頼、孫の堺平次常秀・武石次郎胤重、能光の禅師等を始めとする三百騎とされる。
第五巻二段
- 加曾利の冠者、千田判官代親正と合戦する事

頼朝を迎えるため常胤が上総に向かった留守に、平家の方人千田の判官代藤原の親正、右兵衛佐の謀叛を聞いて、「吾当国に在りながら、頼朝を射ずしては云うに甲斐無し。京都の聞えも恐れ有り。且うは身の恥なり」とて、赤旗を差して白馬に乗って、匝瑳の北条の内山の館より、右兵衛佐の方へ向おうとした。鴨根常房の孫の原十郎太夫常継、その子平次常朝、同じく五郎太夫清常・六郎常直・従父金原庄司常能、その子五郎守常、粟飯原細五郎家常、その子権太元常、同じく次郎顕常等を始めとする一千余騎の軍勢を率い、武射の横路を越え、白井の馬渡の橋を渡って千葉の結城を襲う。
その時、常胤の孫の加曾利冠者成胤は、養子であったがため父祖とともに上総へは向わず、千葉に留まって祖母の葬送にあたっていた。親正の襲撃の知らせを聞いた成胤は「父祖を相待つべけれども、敵を目の前に見て懸け出ださずは、我が身ながら人に非ず。豈勇士の道為らんや」と七騎を率い親正の軍に立ち向かい、「柏原の天皇の后胤、平親王将門の十代の末葉、千葉の小太郎成胤、生年十七歳に罷り成る」と名乗りをあげ、四角八方に懸け破る活躍を見せるが、多勢に無勢両国の堺河に追いつめられる。するとそこへ僮姿の童子が現れ、敵の射る矢を空中で受け止め成胤勢には当たらない。やがて頼朝を迎えた上総広常や常胤の軍勢が戦場に着く。
両軍入り乱れての戦闘のなか、原六郎常直の馬が天羽庄司秀常の射た矢によって射倒され、原平次常朝と五郎太夫清常が、手負いの六郎常直を助けようとするが叶わず、また粟飯原権太元常も戦死し、親正は形勢不利となり千田荘の次浦館に退いた。
第五巻三段
- 妙見大菩薩の本地の事

北条の四郎を始めとして、人々詮議の末、大庭三郎景親や畠山次郎重忠を討つことの方が大切とされ、千田荘の次浦館に退いた親正については小者とし追討はしないことになった。
そして、詮議を「尤も然るべし」とし、右兵衛佐の仰るには「侍共承るべし。今度千葉小太郎成胤の初軍に先を懸けつる事有り難し、頼朝若し日本国を討ち隋えたならば、千葉には北南を以って妙見大菩薩に寄進し奉るべし。抑妙見大菩薩は、云何にして千葉に崇敬せられたまいけるにや。又御本躰は何の仏菩薩にて御座しけるにや」と。
それに答えて、常胤が申し上げた。
「此の妙見大菩薩と申すは、承平5年8月上旬のころ、相馬の小次郎将門、上総介良兼と伯父甥不快の間常陸において合戦を企つる程に、良兼は多勢将門は無勢なり。蚕飼河の畔に追いつめられて、橋も無く船も無く思い労う処に小童出て来たりて『瀬を渡さん』と告ぐ。将門はこれを聞いて蚕飼河を渡り、河を隔てて戦う程に矢種尽きかける時、彼の童落ちたる矢を拾い取りて将門に与え之を射けり。将門疲れに及ぶ時は将門の弓を捕って十の矢を矯げて敵を射るに、一つも空箭無かりけり。これを見て良兼『只事に非ず。天の御計らいなり』と思いながら彼の所を引き退く。
勝利を得た将門が『抑君は何なる人にて御座すぞや』と童に問うと、答えて云わく『吾は是れ妙見大菩薩なり。汝は正しく直く武く剛なるが故に汝を守らんため来臨する所なり。吾は上野の花園という寺に在り。汝若し志有らば速かに我を迎えるべし。吾は是れ十一面観音の垂迹にして、五星の中には北辰三光天子の後身なり。汝東北の角に向かいて、吾が名号を唱うべし。自今以後、将門の旗印には千九曜の旗（今の世には月星と号するなり）を差すべし』と言いながら何処ともなく消えた。
仍て将門は使者を花園に遣わしてこれを迎え奉り、信心をして崇敬した。しかしその後、五年間のうちに東八ヶ国を打ち隋え、下総相馬郡に京を立て将門親王と号する。然りながらも、神慮も恐れず朝威にも憚らず仏神の田地を奪い取りぬ。故に妙見大菩薩、将門の家を出でて村岡の五郎良文の許に渡りたまいぬ。甥の将門の養子為るに依つて、流石他門には附かず、渡られたまいし所なり。
将門は妙見に棄てられ、天慶3年正月22日、天台座主法性坊の尊意、横河において大威徳の法を行いて、将門の親王を調伏せしむるに、紅の血法性坊の行う所の壇上に走り流れにけり。爰に尊意急ぎ悉地成就の由を奏上せしかば、即ち法務の大僧正に成されにけり。
然妙見大菩薩は、良文より忠頼に渡りたまい、嫡々相伝え常胤に至りては七代となり」と。
右兵衛佐これを聞いて「実に目出度たく覚え候う。然らば、いささか頼朝が許へも渡し奉らんとおもう。いかが有るべきや」
常胤が答えるには「此の妙見大菩薩は余の仏神にも似ず、天照大神の三種の神器の国王と同じく居たまいてこそ代々の御門を護りたまうがごとし。此の妙見大菩薩も、将門以来嫡々相伝わり、寝殿の内に安置し奉りて未だ別家に移し奉らず。物恠しき不祥出で来らんときは、宮殿の内騒動して化異を示し、示現して氏子を守る霊神なり。一族為りといえども本躰は永く末子の許へは渡られず。何に況や他人においてをや。詮ずる常胤君の御方へ参り向つて仕えたるを、偏に妙見大菩薩の御渡り有ると思食さるべく候う」と申した。右兵衛佐頭を傾けて渇仰致したまいしかば、侍たちは身の毛堅つ思いであった。

## 解説
第5巻 1,2,3段は、敵の射る矢を空中で受け止め、追いつめられた成胤を助けた僮姿の童子が妙見菩薩であり、良文を将門の養子とし、良兼に追いつめられた将門を助けた妙見菩薩が、その子孫である千葉氏を加護し、頼朝を守ったものだとする千葉氏独自の妙見信仰がここにみられ、『源平闘諍録』の『平家物語』や他の異本との違いの根幹を為す部分である。
この妙見信仰が古くから伝わる房総平氏共通の伝承ではなく、千葉氏嫡流が信仰した千葉妙見社独自のものであることから、宝治合戦で成胤の甥秀胤が討たれ幼い当主を抱え危機に陥った千葉氏が、成胤の子孫の千葉介家を中心に一族の再結集を図ることを目的として述作された説話であるとし、頼胤の叔父であり舅である千田泰胤の関与を想定する考えもある。14世紀初頭に成立したとされる『源平闘諍録』は、この説話を核に、千葉氏を将門の養子である良文の子孫とし、その正当性を主張するため書かれたものとされている。
明らかな虚構も見られ史実を反映したものとは言い難いが、例えば藤原親正（政）・千葉常胤・上総広常に率いられた軍勢を載せており、『吾妻鏡』が広常の軍勢を2万とするなど誇張が著しいこともあって、歴史史料として検討する価値は充分ある。
『吾妻鏡』は、猟島に上陸、長狭常伴の襲撃を退け、洲崎神社に参拝し丸御厨を巡検してから後のことは何も伝えておらず、下総国府で千葉常胤一族と対面するまでの頼朝や諸勢力の動向については不明なことが多いのが実情である。『源平闘諍録』このくだりは、『吾妻鏡』の欠落部分を補うものとして貴重であり、例えば山本隆志は、藤原親正（政）は当初頼朝がいる上総方面に向かおうとしたものの、亥鼻城と並ぶ千葉氏の拠点であった大椎城（千葉市緑区）を千葉氏＝頼朝陣営に抑えられており、上総への直接南下が困難になったために千葉方面に進路を変えたとし、分析の一助としている。